# 刘云耕
刘云耕（1947年—），男，中华人民共和国政治人物。毕业于华东师范大学政教系，副研究员。

## 生平
1963年，毕业于上海电机制造学校工业企业电器装备专业。随后在上海电机厂工作。1968年8月参加工作，1973年3月加入中国共产党。1978年，担任上海市团校副教育长，《上海团讯》主编。1983年，任上海市犯罪改造研究所所长、期间就读于华东师范大学政教系政教专业。1986年，任上海市劳改局局长助理、办公室主任。1988年，升任上海监狱监狱长。1993年，升任中共上海市委副秘书长、上海市公安局局长兼党委书记，后授予副总警监警衔。1997年12月，升任中共上海市委常委、政法委副书记。1998年3月，任政法委书记。2000年，任中共上海市委副书记、政法委书记。2007年，改上海市第十二届人大常委会副主任；次年任上海人大常委会主任。2008年起担任全国人大代表。

## 家庭
- 孫女：劉月珥，就讀於上海市世界外國語學校。